# Sarah Connolly

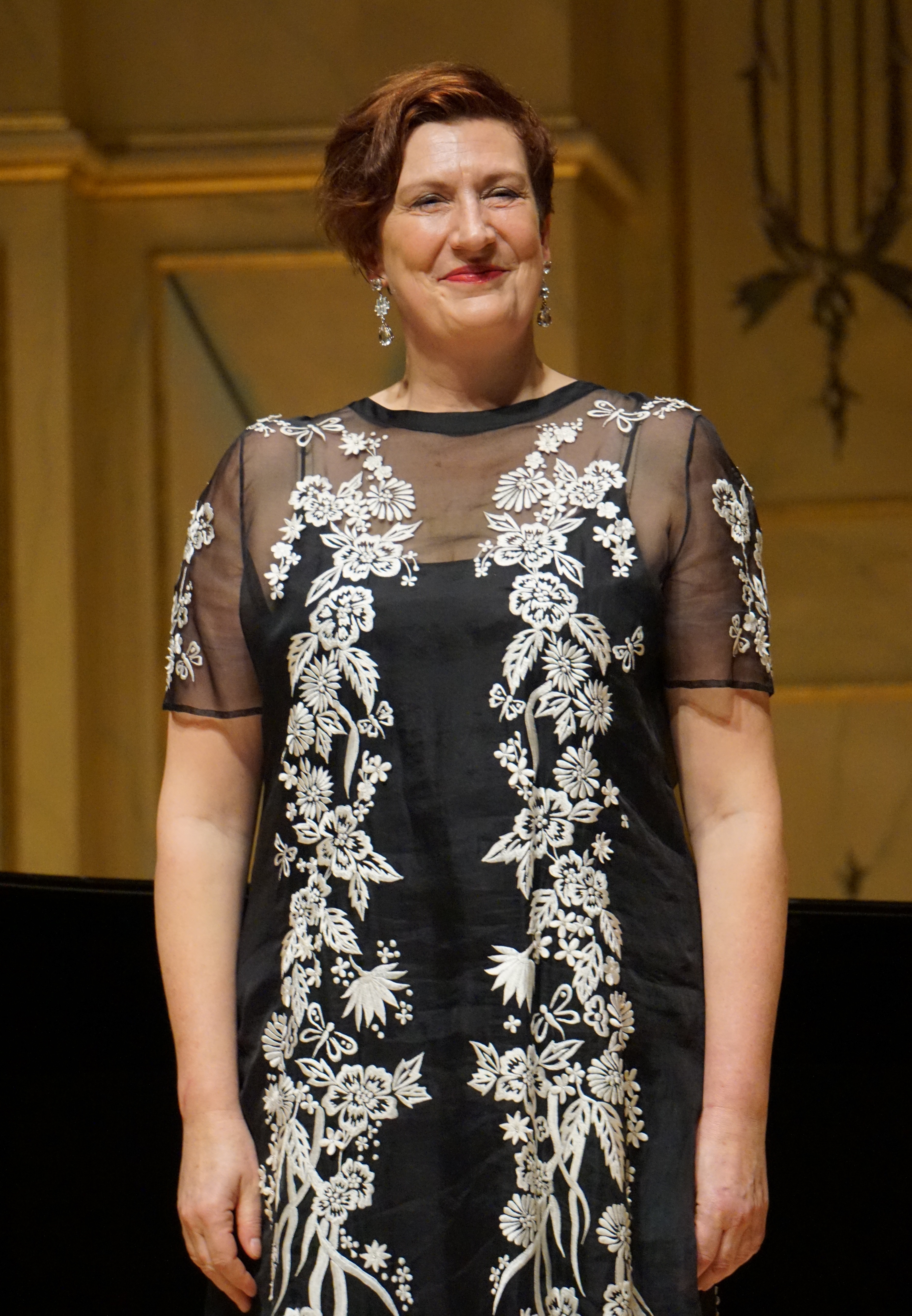
Sarah Connolly (2017)

Dame Sarah Patricia Connolly DBE (* 13. Juni 1963 in Middlesbrough oder County Durham) ist eine englische Opernsängerin (Mezzosopran). Sie ist sehr bekannt für ihre barocken und klassischen Rollen, verfügt aber über ein umfangreiches Repertoire, das auch Werke von Richard Wagner sowie diverse Komponisten des 20. Jahrhunderts umfasst. Sie wurde 2010 zum Commander of the Order of the British Empire (CBE) und 2017 zur Dame Commander (DBE) ernannt.

## Leben
Connolly ging an der Queen Margaret’s School in York und dem Clarendon College in Nottingham zur Schule. Danach studierte sie Klavier (bei Patricia Carroll) und Gesang am Royal College of Music, deren Fellow sie jetzt ist. Sie war danach fünf Jahre lang Mitglied der BBC Singers.

## Karriere
Connollys Interesse an der Oper und einer Karriere in der klassischen Musik begann, nachdem sie die BBC Singers verlassen hatte. Sie begann 1994 ihre Opernkarriere in der Rolle der Annina (Der Rosenkavalier). Der Durchbruch gelang ihr 1998 in der Rolle des Xerxes in der Produktion von Händels Serse (Xerxes) durch die English National Opera unter der Regie von Nicholas Hytner. Im Jahr 2005 sang sie die Titelrolle in Händels Giulio Cesare an der Glyndebourne Festival Opera. Die DVD dieser Produktion, die von David McVicar geleitet wurde, gewann einen Gramophone Award. Für die Rolle des Sesto in McVicars Produktion von La clemenza di Tito für die English National Opera im Jahr 2006, wurde Connolly für einen Olivier Award nominiert. Ihr Debüt im Jahre 2005 an der Metropolitan Opera hatte sie mit der gleichen Oper, aber in der Rolle des Annio.
Im Jahr 2009 sang sie am Teatro alla Scala in Henry Purcells Dido and Aeneas und debütierte am Royal Opera House, Covent Garden, als Dido in der gleichen Oper. Im Jahr 2010 machte sie ihr Rollendebüt als Komponist in Ariadne auf Naxos an der Metropolitan Opera. Connolly wurde 2011 mit dem Distinguished Musician Award der Incorporated Society of Musicians ausgezeichnet.
Für ihren Liederabend in der Alice Tully Hall in New York City wurde Connolly von der Kritik in The New York Times hoch gelobt. Sie machte ihr Debüt als Fricka in Richard Wagners Ring (Royal Opera House) und vorher in diesem Jahr sang sie die Phaidra in Rameaus Hippolyte et Aricie (Paris Opéra at the Palais Garniér). Diese Rolle sang sie im Jahr 2013 auch für die Glyndebourne Festival Opera in einer Produktion von Jonathan Kent, unter der Leitung von William Christie.
Connolly gewann 2012 die von der Royal Philharmonic Society vergebene Silver Lyre als „Best Solo Singer“ und sie wurde 2013 für die Kategorie „Best Female Singer“ bei der ersten Veranstaltung der International Opera Awards in London nominiert. Außerdem erhielt sie 2013 in der WhatsOnStage-Opernumfrage für ihren Octavian im Rosenkavalier an der English National Opera die Bewertung „Most Outstanding Achievement in a Main Role“.
Anlässlich der Feierlichkeiten zum 100. Todestag von Gustav Mahler im Jahr 2011 hat Connolly alle Vokalwerke Mahlers im In- und Ausland mit dem Philharmonia Orchestra und Lorin Maazel, dem London Philharmonic Orchestra und Wladimir Michailowitsch Jurowski sowie Nezet Séguin, dem London Symphony Orchestra mit Marin Alsop, dem Orchestra of the Age of Enlightenment mit Simon Rattle und dem Leipziger Gewandhaus Orchester unter Riccardo Chailly gesungen. 2012 sang sie im Eröffnungskonzert der BBC Promenade Concerts, das vom Fernsehen aus der Royal Albert Hall übertragen wurde und in späteren Sendungen sang sie Tippetts A Child of Our Time.
Sie engagiert sich für die Aufführung neuer Musik.
Zu ihren Aufführungen gehören Sir John Taveners Tribute to Cavafy an der Symphony Hall  (Birmingham) und seine Filmmusik zum Film Children of Men.
Sie machte auch die erste kommerzielle Aufnahme von Mark-Anthony Turnages Twice Through the Heart mit Marin Alsop und dem London Philharmonic Orchestra, nachdem sie zuvor die belgischen und niederländischen Premieren dieses Werks mit dem Schoenberg Ensemble unter der Leitung von Oliver Knussen gegeben hatte. Im Jahr 2000 sang sie die Rolle der Susie in der Premierenproduktion von Turnages Oper The Silver Tassie an der English National Opera.
Zu den weiteren kommerziellen Aufnahmen von Connolly gehören Schumann-Lieder mit Eugene Asti für Chandos Records, Songs of Love and Loss, Korngold-Lieder mit Iain Burnside, das Duruflé-Requiem für Signum und Purcells Dido and Aeneas mit dem Orchestra of the Age of Enlightenment, für das sie die Finanzierung übernahm und die Besetzung auswählte.
Im September 2009 hatte Connolly ihren ersten Auftritt als Gast-Solistin bei The Last Night of the Proms und sang Rule, Britannia! Dabei trug sie eine Kopie der Royal-Navy-Uniform von Lord Nelson.
2017 wurde ihr von der Nottingham Trent University ein Ehrendoktortitel in Musik verliehen.
Im Juli 2019 kündigte sie an, dass sie sich einer Brustkrebsoperation unterziehen müsse, und sagte ihre Auftritte bei den BBC Proms und in der Oper Orpheus und Eurydike mit der English National Opera ab.
Im Dezember 2023 wurde bekannt gegeben, dass sie die achtzehnte Empfängerin der King’s Medal for Music sein wird.

## Familie
Sarah Patricia Connolly lebt mit ihrem Mann und ihrer Tochter, die 2003 geboren wurde, in Gloucestershire.

## Opernrollen

### Royal Opera House
Henry Purcell
- Dido and Aeneas (Dido)

Richard Wagner
- Das Rheingold (Fricka)
- Die Walküre (Fricka)

### Welsh National Opera
Richard Strauss
- Ariadne auf Naxos (Der Komponist)

### Opera North
Gaetano Donizetti
- Maria Stuarda (Maria)

Vincenzo Bellini
- I Capuleti e i Montecchi (Romeo)

### English National Opera
Vincenzo Bellini
- I Capuleti e i Montecchi (Romeo)

Hector Berlioz
- Les Troyens (Dido)

Benjamin Britten
- The Rape of Lucretia (Lucretia)

Georg Friedrich Händel
- Alcina (Ruggiero)
- Agrippina (Agrippina)
- Ariodante (Ariodante)
- Semele (Ino)
- Xerxes (Xerxes)

Claudio Monteverdi
- L’incoronazione di Poppea (Empress Ottavia)

Wolfgang Amadeus Mozart
- La clemenza di Tito (Sesto) – 2006 Laurence Olivier Award – Nominierung für Outstanding Achievement in Opera

Henry Purcell
- Dido and Aeneas (Dido)

Richard Strauss
- Der Rosenkavalier (Octavian)

Mark-Anthony Turnage
- The Silver Tassie (Susie)

Marc-Antoine Charpentier
- Médée (Medea)

### Scottish Opera
- Richard Strauss: Der Rosenkavalier (Octavian)

### Glyndebourne Festival Opera
- Georg Friedrich Händel: Giulio Cesare (Giulio Cesare)
- Johann Sebastian Bach: Matthäus-Passion
- Richard Wagner: Tristan und Isolde (Brangäne)
- Rameau: Hippolyte et Aricie (Phèdre)
- Brett Dean: Hamlet (Gertrude)

### Opéra National de Paris
- Georg Friedrich Händel: Giulio Cesare (Sesto)
- Jean-Philippe Rameau: Hippolyte et Aricie (Phèdre)

### La Scala, Mailand
- Henry Purcell: Dido and Aeneas (Dido)

### Maggio Musicale, Florenz
- Claudio Monteverdi: L’incoronazione di Poppea (Nerone)

### La Monnaie, Brüssel
- Henry Purcell: Dido and Aeneas (Dido)

### De Nederlandse Opera
Händel
- Giulio Cesare (Giulio Cesare)

### Liceu, Barcelona
Monteverdi
- L’incoronazione di Poppea (Nerone)

Händel
- Agrippina (Agrippina)

### Festival d’Aix-en-Provence
Mozart
- La clemenza di Tito (Sesto)

Händel
- Ariodante (Ariodante)

### Bayerische Staatsoper, München
- Benjamin Britten: The Rape of Lucretia (Lucretia)
- Christoph Willibald Gluck: Orfée (Orfée)

### Rollen in den USA
New York City Opera
- Vincenzo Bellini: I Capuleti e i Montecchi (Romeo)
- Georg Friedrich Händel: Ariodante (Ariodante)
- Georg Friedrich Händel: Xerxes (Xerxes)

Metropolitan Opera
- Wolfgang Amadeus Mozart: La clemenza di Tito (Annio)
- Richard Strauss: Ariadne auf Naxos (The Composer)
- Richard Strauss: Capriccio (Clairon)

San Francisco Opera
- Georg Friedrich Händel: Semele (Ino and Juno)

## Aufnahmen
Die Aufnahmen von Connolly beinhalten:
- Henry Purcell Dido and Aeneas Chandos/OAE, 2009
- Frank Bridge Orchestral Songs Chandos/BBCNOW/Hickox, 2005
- Edward Elgar: Bournemouth Symphony Orchestra, Simon Wright The Music Makers / Sea Pictures Naxos. GRAMMY NOMINATED 2006 (Solo Vocal category)
- Edward Elgar: The Very Best of Elgar 8.552133-34
- George Frideric Handel: Giulio Cesare (Glyndebourne, 2006) – Glyndebourne Festival Opera – OAE / Christie/Opus Arte GRAMMOPHONE AWARD WINNER (Best Early Opera)
- George Frideric Handel: Heroes and Heroines – The Sixteen / Harry Christophers, Coro
- George Frideric Handel: Solomon (Solomon) Harmonia Mundi (2007 release)
- Leoš Janáček: The Cunning Little Vixen – The Innkeepers Wife, ARTHAUS DVD, 1995
- Gustav Mahler Des Knaben Wunderhorn – OCE / Herreweghe Harmonia Mundi, 2006 EDISON AWARD WINNER (Solo Vocal category)
- Felix Mendelssohn: Songs and Duets Vol. 3 Hyperion, 2004
- Felix Mendelssohn: Elijah – The Queen/Soprano soloist, Winged Lion, 2012
- Wolfgang Amadeus Mozart: Große Messe in c-Moll und Haydn: Scena di Berenice – Gabrieli Consort / McCreesh DG, 2006
- Arnold Schoenberg: BBC Voices – Blood Red Carnations: Songs by Arnold Schoenberg Black Box, 2002
- John Tavener: Children of Men
- The Exquisite Hour – Recital Disc: Songs by Brahms, Britten, Hahn, Haydn (Eugene Asti) Signum Classics, 2006[22]
- Robert Schumann: Songs of Love and Loss (Eugene Asti) – Chandos, 2008
- Erich Korngold: Sonett für Wien: Songs of Erich Korngold Sarah Connolly (Mezzosopran), William Dazeley (Bariton), Iain Burnside (Piano) Signum Classics SIGCD160
- Jean-Philippe Rameau: Les fêtes d’Hébé (Les Arts Florissants & William Christie) – Erato, 1997